# Ian Wilson (componist)
Ian Wilson (Belfast, 1964) is een Iers componist. Verder is hij sinds 2002 muzikaal directeur van het Sligo New Music Festival.

## Levensloop
Wilson studeerde aan de Universiteit van Ulster in Belfast en promoveerde aldaar tot eerste Ph.D. (Philosophiæ Doctor) in compositie. Voor het 10-jarig bestaand van deze universiteit componeerde Wilson in 1993 het werk Rise.
Zijn werken werden uitgevoerd in alle zes continenten bij artiesten en ensembles zoals het RTÉ National Symphony Orchestra of Ireland, het Ulster Philharmonic Orchestra, het filharmonisch orkest van Belgrado, de London Mozart Players en op festivals zoals de BBC Proms, Venice Biennale, ISCM World Music Days, the Brighton, Cheltenham, Spitalfields en Bath Festivals. In 1991 werd hij tijdens het Ultima Festival in Oslo met een 1e prijs voor zijn Running, Thinking, Finding bekroond. In 1992 kreeg hij een studiebeurs van het Arts Council of Ireland en in 1998 werd hij gekozen voor een zetel in Aosdána, een artistieke kring, die werd gesponsord door de Republiek Ierland.
Als componist schreef hij tot nu (2009) meer dan 80 werken.

## Composities

### Werken voor orkest
- 1989 Running, Thinking, Finding, voor orkest
- 1993 Rise, voor orkest
- 1994-1995 Rich Harbour, concert voor orgel en orkest
- 1997 Between the moon and the deep blue sea, voor jeugdorkest
- 1998 Who’s afraid of Red, Yellow and Blue?, concert voor altsaxofoon en orkest
- 1998 Limena - Concerto, voor piano en strijkorkest
- 1998-1999 Messenger - Concerto no.1, voor viool en orkest
- 1999 What we can see of the sky has fallen, voor kamerorkest
- 1999 An angel serves a small breakfast - Concerto no. 2, voor viool en orkest
- 2001 Man-o’-War, voor orkest
- 2001 Inquieto - Concerto, voor marimba en orkest
- 2003 Arbres d’alignement, voor orkest
- 2004 Licht/ung, voor orkest
- 2004-2005 Winter finding, voor orkest
- 2005 Sullen earth - Concerto no. 3, voor viool en strijkorkest

### Werken voor harmonieorkest en brassband
- 2006 Seascape with high cliffs, voor brassband (verplicht werk tijdens de European Brass Band Contest in 2006, in de Waterfront Hall, Belfast)
- 2006 Miranda, Ariel, Umbriel, voor harmonieorkest - première: 14 juli 2007 tijdens de Conference van de World Association of Symphonic Bands and Ensembles (WASBE) in Killarney door het International Youth Wind Orchestra o.l.v. G. Markson

### Muziektheater

#### Opera's
| Voltooid in | titel   | aktes    | première                                                    | libretto          |
| ----------- | ------- | -------- | ----------------------------------------------------------- | ----------------- |
| 2001-2002   | Hamelin | 2 akten  | 14 maart 2003, Kiel, Schleswig-Holsteinisches Landestheater | Lavinia Greenlaw  |
| 2005-2006   | Minsk   | 7 scènes |                                                             | Lavinia Greenlaw. |

### Werken voor koren
- 1990 nine(birds)here, voor gemengd koor - tekst: Edward Estlin Cummings
- 1999 Limbo, voor gemengd koor - tekst: Seamus Heaney
- 1999 Under the lark full cloud, voor gemengd koor - tekst: Dylan Thomas
- 1999 bluebrighteyes, voor gemengd koor - tekst: Cathal O’Searcaigh
- 2006 Little red fish, voor gemengd koor en saxofoonkwartet - tekst: Oskar Kokoschka
- 2006 An tOileán, voor vijfstemmig gemengd koor (SSAABar) - tekst: Deirdre Brennan
- 2006 White guardians of the universe of sleep, voor gemengd koor en live DAT recording (of dubbelkoor) - tekst: Edward Estlin Cummings
- 2007 Harbouring, voor meerdere koren, accordeon en strijkorkest - teksten: van verschillende auteurs
- 2009 Bealach Conglais, voor gemengd koor - tekst: Deirdre Brennan

### Vocale muziek
- 1998 Near the Western Necropolis voor mezzosopraan en kamerorkest - tekst: Martin Mooney
- 2003 Nine hours of moonlight, voor sopraan, basfluit, harp en viool - tekst: Tony Curtis
- 2003 Currach, voor sopraan, klarinet, piano, viool en cello - tekst: Tony Curtis
- 2003 Humpty Dumpty, voor sopraan, tenor, klarinet en slagwerk - tekst: Brian Leyden
- 2003 Games, 13 liederen voor bariton (of mezzosopraan) en piano - tekst: Vasko Popa, vertaald door: Anne Pennington
- 2005 Pieces of Elsewhere, voor sopraan en slagwerk-ensemble - tekst: 17 Japanse haiku (Basho, Buson, etc.) vertaald door: Sam Hamill
- 2006 Ohne dich, voor sopraan, klarinet, viool, cello en piano - tekst: Hermann Hesse
- 2009 Come to me here, voor sopraan, mezzosopraan en piano - tekst: Sappho, vertaling: A.S. Kline

### Kamermuziek
- 1990 ...and flowers fall... septet voor klarinet, fagot, hoorn, piano, viool, altviool en cello
- 1992 Timelessly this, kwartet voor klarinet, piano, viool en cello
- 1992 Drive, voor sopraansaxofoon (/viool/klarinet) en piano
- 1992 Winter’s Edge - strijkkwartet no. 1
- 1992 So softly, voor saxofoonkwartet
- 1993 Mais quand elle sourit..., piano trio no. 1
- 1994 The Capsizing Man and other stories - strijkkwartet no. 2
- 1995 The Seven Last Words, piano trio no. 2
- 1995 Six Days at Jericho, voor cello en piano
- 1996 Towards the Far Country - strijkkwartet no. 3
- 1996 Catalan Tales, piano trio no. 3
- 1996 from the Book of Longing, voor viool en piano
- 1997 Phosphorus - strijktrio no. 1
- 1996-1997 Leaves and Navels, kwartet voor dwarsfluit, gitaar, altviool en cello
- 1998-1999 Messenger, voor viool en 13 instrumenten
- 1999 Spilliaert’s Beach, voor altfluit (/viool/altsaxofoon/trompet/altviool/klarinet) en piano
- 2000 Veer - strijkkwartet no. 4
- 2000 ...wander, darkling - strijkkwartet no. 5
- 2000 Abyssal, voor basklarinet en ensemble - première: 21 december 2000 door Harry Sparnaay, basklarinet en het Crash Ensemble o.l.v. D. Brophy
- 2000 Bone Icon - strijktrio no. 2
- 2001 Atlantica, voor saxofoonkwartet
- 2001 In fretta, in vento - strijkkwartet no. 6
- 2002 Eat, Sleep, Empire - Unterwelt part 1, kwintet voor dwarsfluit, klarinet, piano, viool en cello
- 2003 Involute - Unterwelt part 2, sextet voor dwarsfluit, klarinet, slagwerk, piano, viool en cello
- 2003 In Plato’s Cave, voor blazerskwintet
- 2004 Tern/Icarus, voor dwarsfluit (of altsaxofoon) en gitaar
- 2004 Negro negro elegía - Unterwelt part 4, piano trio no. 4.
- 2004 Lyric Suite - 7 Elegiac Pieces, voor strijkkwartet
- 2004-2005 red over black - Unterwelt part 3, voor klarinet, altviool en piano
- 2005 Apparitions, voor altviool (of: altfluit) en slagwerkensemble
- 2006 Ghosts, voor saxofoonkwartet - première: 12 november 2006, Iš Arti Festival, Kaunas/LI., door het Amstel Saxofoonkwartet
- 2007 re:play, voor improviserend saxofoon, strijkkwartet, piano en contrabas
- 2007 Cassini Void, voor klarinet en 10 instrumenten - première: 14 oktober 2007, New York, Carnegie Hall
- 2007 Heft, voor dwarsfluit/altfluit en piano
- 2007 The Handsomest Drowned Man in the World, voor spreker, klarinet, viool, cello en piano - tekst: Gabriel García Márquez
- 2008 TUNDRA, voor trompet en geluidsband (dans werk)
- 2008 sKiPpY, voor altsaxofoon en piano
- 2008 Eyeless upon a dark river, voor hobo/hobo d’amore en strijkseptet
- 2008 Double trio, voor improviserende saxofoons, drumset en contrabas plus viool, harp en vibrafoon
- 2009 heaven lay close, voor tablas en strijkkwartet
- 2009 1927, voor viooltrio
- 2009 Across a clear blue sky, voor strijkkwartet, radios en vier speel-trommen

### Werken voor orgel
- 1999 History is Vanity

### Werken voor piano
- 1991 BIG
- 1995 For Eileen, after rain
- 1996 A Haunted Heart
- 1996-1997 Les degrés chromatiques, Étude voor piano
- 1998 Lim
- 2001 Verschwindend
- 2007 Stations, in 14 delen

### Werken voor harp
- 2000 in blue sea or sky

### Werken voor gitaar
- 2007 Sternlos
- 2007 Cast, voor twee gitaren